# Junimisterna
Junimister var ett ungkonservativt parti i Rumänien, bildat av Petre P. Carp.
Namnet antogs efter den 1863 grundade litterära föreningen Junimea ("ungdom"). Junimisterna arbetade för anslutning till Trippelalliansen och västerländsk kultur, för en aktiv socialpolitik och för en agrarreform. Partiet deltog i regeringsbildningen 1888-89, men uppgick 1891 i det gammalkonservativa partiet, "bojarpartiet".